# Sumaiyah Marope
Sumaiyah Pandor Marope (sinh năm 1987) là một sinh viên kinh doanh đến từ Gaborone, Botswana, là Miss Botswana 2009. Cô đã đăng quang tại Trung tâm Hội nghị Quốc tế Gaborone (GICC), vào ngày 2 tháng 5 năm 2009. Marope đã tới Nam Phi để đại diện cho quê hương của mình tại cuộc thi Hoa hậu Thế giới 2009 được tổ chức tại Johannesburg, vào ngày 12 tháng 12 năm 2009.